# هوارد دا سيلفا
هوارد دا سيلفا (بالإنجليزية: Howard Da Silva)‏ مواليد 4 مايو 1909 في كليفلاند - الوفاة 16 فبراير 1986 في أوسينينغ، الولايات المتحدة، هو ممثل أمريكي بدأ مسيرته الفنية سنة 1935. كما أنه من الفائزين بجائزة إيمي. امتدت مسيرته الفنية لأكثر من 49 عاما.

## الأعمال

### أفلام
- الرقيب يورك
- نهاية الأسبوع المفقودة
- إنه عالم مجنون مجنون مجنون مجنون
- غاتسبي العظيم

### مسلسلات
- بين كيسي (1965)
- مانيكس (1968)
- الحب (1973)

## روابط خارجية
- هوارد دا سيلفا على موقع IMDb (الإنجليزية)
- هوارد دا سيلفا على موقع الموسوعة البريطانية (الإنجليزية)
- هوارد دا سيلفا على موقع قاعدة بيانات برودواي على الإنترنت (الإنجليزية)
- هوارد دا سيلفا على موقع قاعدة بيانات برودواي على الإنترنت (الإنجليزية)
- هوارد دا سيلفا على موقع قاعدة بيانات الأفلام السويدية (السويدية)
- هوارد دا سيلفا على موقع إن إن دي بي (الإنجليزية)
- هوارد دا سيلفا على موقع قاعدة بيانات الفيلم (الإنجليزية)